# 朱淑華
朱淑華（Shu-Hua Chu）（1968年9月30日—），台灣南投縣人，知名廣播主持人。

## 家族
在家排行老三，上有兩位姐姐，下有一妹及一弟。
- 父親：朱宗仁祖籍湖南，是一位退役榮民。
- 母親：劉英貴，祖籍台灣彰化。
- 先生：吳沐華，祖籍台灣台南市。
- 公公：吳樂天，祖籍台灣台南市，為台灣民俗文化說書名人，在民間傳說的基礎上，創造長篇豐富的廖添丁傳奇故事，並於廣播和電視節目中講述，或撰寫成書。
- 婆婆：張桂枝，祖籍台灣台南市，其家族為台南市地方仕紳。

## 經歷
畢業於世界新聞學院編輯採訪科，專攻新聞採訪和廣播節目製作之專長，曾擔任過以下的各種職務：
1. 大明報的財經記者。
2. 東雲建設公司的資材專員。
3. 台灣民俗館的節目製作人。
4. 台灣媒體開放先驅－【民主之聲】電台首任女播音員。
5. 華聲電台剪輯師。
6. 台灣連合電視台 節目製作人。
7. 金雞堂實業公司 企劃部主任。
8. 望春風廣播電臺 節目主持人。

現職：
- 非凡音聯播網                                執行長
- 非凡音廣播電台                                台長
- 非凡音通訊社                                董事長

## 生平介紹
朱淑華自世新大學畢業後，開始從事廣播相關工作。從1991年，“講古名嘴”吳樂天成立民主之聲電台；朱淑華擔任台灣第一位民主之聲電台女播音員開始，到2006年正式接任FM98.5馬祖生活電台（後改名非凡音廣播電台）台長職務後，致力提升馬祖四鄉五島地區民眾之生活服務並善盡媒體的社會責任與義務。

## 外部連結
- 非凡音廣播電台+ （页面存档备份，存于） 有關媒體合作，詳見非凡音官網
- 猜心園-心靈小語 朱淑華在ezPeer的專輯
- 猜心園-心靈小語 朱淑華在KKBOX的專輯

## 相關新聞報導
- 2006年9月 朱淑華專訪連江縣縣長陳雪生